# Lanceoppia hexapili
Lanceoppia hexapili är en kvalsterart som beskrevs av Hammer 1962. Lanceoppia hexapili ingår i släktet Lanceoppia och familjen Oppiidae. Inga underarter finns listade i Catalogue of Life.